# Spathius melleus
Spathius melleus är en stekelart som beskrevs av Charles Thomas Brues 1918. Spathius melleus ingår i släktet Spathius och familjen bracksteklar. Inga underarter finns listade i Catalogue of Life.